# توکای، آیچی
توکای، آیچی از شهرهای استان آیچی ژاپن است که جمعیت آن در ۱ ژانویه ۲۰۰۸ ۱۰۶٬۷۰۸ نفر بوده‌است.